# Операција Река
Операција Река, такође понекад названа и Операција Меја, била је акција коју су испланирали Приштински корпус Војске Југославије и највиши званичници Министарства унутрашњих послова, са циљем протеривања Албанаца са Косова из села у општини Ђаковица, као и одмазде против косовских албанских милитаната због убиства четворице припадника Одељења јавне безбедности Ђаковице.

## Операција, циљ и позадина
Операција Река добила је име по географском подручју – „Долини Реке“, која се налази западно од Ђаковице. Ово подручје обухвата више од 20 села у општини Ђаковица, која су 1999. године углавном била насељена косовским Албанцима. Долина Реке се простире дуж кањона три реке – Царагојш, Ереник и Трава – и налази се у северозападном делу општине Ђаковица, од јужних обронака Дечана па све до Ђаковице, у дужини од око 25 километара. Подручје је удаљено 10 до 15 километара од албанске границе.
Према документима Војске Југославије (ВЈ) и Министарства унутрашњих послова (МУП), као и сведочењима припадника ВЈ, заједничка акција ВЈ и МУП-а под називом Операција Река започела је 27. априла 1999. године у 6:00 часова и завршена је наредног дана у 18:00 часова. Према правоснажним пресудама Међународног кривичног суда за бившу Југославију (ICTY) у предметима Шаиновић и др. и Ђорђевић, Операција Река је била унапред планирана акција војног и полицијског врха СРЈ са најмање два циља усмерена против албанског цивилног становништва: одмазда за убиство српских полицајаца од стране ОВК и протеривање великог броја косовских Албанаца из села општине Ђаковица у Албанију, у оквиру шире политике присилног исељавања.
У сведочењима пред ICTY, високи официри ВЈ тврде да је једини циљ операције био спречавање уласка припадника ОВК из Албаније у Косово, како би се спречило њихово спајање са јединицама ОВК у региону. Међутим, војна и полицијска документа, као и сведочења припадника ВЈ, недвосмислено показују да су на дан злочина у селу Кореница деловале мешовите снаге – 2. моторизовани батаљон 549. моторизоване бригаде ВЈ и вероватно 73. територијални одред ПЈП. ICTY је утврдио да су 27. априла ове снаге, уз паравојне формације, деловале у Кореници и „убиле више мушкараца косовских Албанаца“.
Операција Река је била заједничка акција ВЈ и МУП-а, одобрена од највишег државног врха СРЈ. ICTY је закључио да је операцију планирала и наредила команда Приштинског корпуса, у сарадњи са високим званичницима МУП-а у Приштини и Београду.
Високи официри Приштинског корпуса су директно водили и надгледали распоређивање јединица ВЈ током Операције Река, из командног места у Ђаковици, које је основано средином априла 1999. ICTY је утврдио да су наређења давана усмено. Сведок К90, припадник 549. моторизоване бригаде, изјавио је пред ICTY да је наређење за протеривање цивила давано усмено, како би се избегло документовање: „Из грешака из Хрватске и Босне смо научили да се не дају писмена наређења, него усмена.“
Према сведочењима више високих официра ВЈ, наређење за ангажовање ВЈ дао је Верољуб Живковић, командант командног места Приштинског корпуса и начелник штаба тог корпуса, усменим борбеним наређењем за „обезбеђивање подручја Реке“.
Нике Перај, официр 52. артиљеријско-ракетне бригаде ВЈ, сведочио је да је 28. априла 1999. у канцеларији генерала Лазаревића у Ђаковици видео карту на зиду, на којој је Горан Јевтовић уносио податке о Операцији Река.
Према Перајевом сведочењу, 28. априла 1999. је на командном месту у Осек Хиљи, око три километра од Меје, видео и Милана Котура и Новицу Станковића. Из тог положаја је Долина Реке била јасно видљива.
Перај је такође сведочио да је у априлу 1999. године, неколико дана након убиства четворице полицајаца у Меји, укључујући Милутина Прашчевића, рођака Момира Стојановића, на састанку војних и полицијских званичника, Стојановић позвао на освету над албанским цивилима. Наводно је изјавио да ће „Долина Реке платити велику цену“, да ће најмање 100 „глава“ бити ликвидирано и свака кућа спаљена. Он је уверавао присутне да има подршку свог блиског пријатеља Небојше Павковића, тадашњег команданта 3. армије ВЈ.
Остаци убијених цивила током Операције Река првобитно су сахрањени на више локација у општини Ђаковица, а потом су током априла и маја 1999. припадници МУП-а ископали и пребацили тела на тајну локацију у Батајници, у камп за обуку МУП-а. Према истрагама, премештање тела убијених било је организовано по налогу највиших државних органа у циљу прикривања масовних злочина почињених од стране српских снага на Косову.
Надлежне институције Републике Србије, било цивилне било војне, никада нису спровеле истрагу о злочинима почињеним током Операције Река.

## Заседа у Меји
Дана 21. априла, недељу дана пре масакра, Ослободилачка војска Косова (ОВК) је у заседи напала возило српске полиције у центру села Меја, убивши пет полицајаца и једног официра. Један мештанин Меје рекао је Истражитељима Хјуман рајтс воча: „Петорица полицајаца су убијена у једном ауту, браон Опел Аскона. Неколико минута пре тога питали су нас: 'Где је ОВК?' Онда су отишли и чули смо базуку.“ Један од убијених био је командант полиције Милутин Прашевић, вођа јединице која је, према сведочењу, учествовала у етничком чишћењу Албанаца у том подручју. Заседа у Меји била је главни мотив за покретање операције „Река“ и један од највећих масакра током рата на Косову.

## Масакр у Меји
Масакр у Меји је масовна егзекуција 377 албанских цивила, католика и муслимана, током рата на Косову, са циљем етничког чишћења, која се догодила 27. априла 1999. године. Већина жртава била је из околних села и налазила се у Меји као избеглице које су покушавале да пређу у Албанију, али их је на томе спречила српска војска. Масакр је извршен од стране српске полиције и војске у оквиру операције Река, која је почела након што је ОВК убила шест полицајаца у заседи у Меји.
Егзекуције су се догодиле у селу Меја, у близини Ђаковице. Жртве су извучене из колоне избеглица на контролном пункту, након чега је породицама наређено да наставе ка Албанији. Мушкарци и дечаци су издвојени и стрељани поред пута. То је један од највећих масакра током рата на Косову. Многа тела су касније пронађена у масовним гробницама у Батајници. Међународни кривични трибунал за бившу Југославију осудио је неколико српских официра војске и полиције за учешће у овом злочину.

## Улога Арканових Тигрова током операције
Такозвани Арканови Тигрови, које је водио Жељко Ражнатовић Аркан, били су активни и добровољно учествовали у Меји између 27. и 28. априла 1999. године. Ово је такође потврдио Никë Перај, официр Југословенске народне армије.
У свом сведочењу пред судом, помоћник начелника Безбедносне службе у оквиру Југословенске народне армије, Александар Васиљевић, изјавио је да је 30 чланова Арканових „Тигрова“ било присутно у Меји.
Арканови Тигрови су дошли из Црне Горе. Чланови ове познате групе доведени су из Црне Горе на Косово, а њихова база је била у Митровици неко време, затим у Гранд хотелу у Приштини и у Паштрик хотелу у Ђаковици.
Чланови ове групе били су одевени у зелене камуфлажне униформе са шлемовима у облику тигрових глава. Њихово оружје укључивало је гранате и ножеви.

## Учествовање Белих орлова
Ова чувена јединица Српске армије такође је учествовала у операцији 'Река'. Ово је потврдио Никë Перај у сведочењу пред судом. Били су део операције заједно са снагама МУП-а. Били су одевени у црне униформе. Носили су шешире у облику орлова на главама и били су регрутовани од стране добровољаца из Српске радикалне странке.

## Бригаде из Републике Српске
Сведочење Нике Пераја, официра Југословенске армије, каже да је велики број људи стигао на Косово почетком марта 1999. године. Њихов командант био је пуковник Вуковић (име непознато према досијеу). Бригада је имала тенкове и систем противракетне одбране. Била је стационирана у Ђаковици.

## Учешће Албанаца на југословенској страни током операције
Kапетан I класе Ник Перај, католички Албанац,   који је напустио ВЈ на самом крају рата на Косову, радио је у штабу ВЈ у Ђаковици и сведочио о улози јединца ВЈ у злочину, као сведок оптужбе на суђењу Слободану Милошевићу у Хагу.
Марјан Абази, сарадник полиције из Рамоца, је такође био оптужен за учешће у злочинима и наводно је извршио самоубиство у затвору у Пећи 2014. године.

## Контроверзе
Упркос чињеници да је током операције убијено више припадника ОВК, многи медији и даље тврде да је операција била усмерена против албанских цивила, а не војна акција. То се приписује чињеници да је убијено преко 350 албанских цивила, док су на хиљаде били протерани из Ђаковице. Многи југословенски генерали и официри негирали су те тврдње, тврдећи да је операција била искључиво усмерена против припадника ОВК.